# Temporada 2015 de la NFL
La temporada 2015 de la NFL fue la 96.ª edición de la National Football League (NFL), el principal campeonato de fútbol americano de Estados Unidos.

## Calendario
La temporada regular 2015 de la NFL se disputó a lo largo de 17 semanas. Cada equipo disputará 16 partidos y tendrá una fecha libre, enfrentando dos veces a sus tres rivales de división, una vez a cuatro equipos de otra división intraconferencia, una vez a cuatro equipos de otra división interconferencia, y a otros dos equipos de su conferencia que obtuvieron el mismo puesto en la temporada anterior.
Esta temporada, los partidos interdivisionales se programaron de la siguiente manera:
| Intraconferencia                                                                                              | Interconferencia                                                                                              |
| --- | --- |
| - AFC Este contra AFC Sur - AFC Norte contra AFC Oeste - NFC Este contra NFC Sur - NFC Norte contra NFC Oeste | - AFC Este contra NFC Este - AFC Oeste contra NFC Norte - AFC Norte contra NFC Oeste - AFC Sur contra NFC Sur |

El estadio de Wembley de Londres (Reino Unido) albergó tres partidos: el Dolphins-Jets el 4 de octubre, Jaguars-Bills el 25, y Chiefs-Lions el 1 de noviembre.

## Resultados

### Temporada regular
| AFC Este                | AFC Este | AFC Este | AFC Este | AFC Este | AFC Este | AFC Este | AFC Este | AFC Este | AFC Este |
| Equipo                  | G        | P        | E        | CTE      | DIV      | CONF     | PF       | PC       |          |
| ----------------------- | -------- | -------- | -------- | -------- | -------- | -------- | -------- | -------- | -------- |
| #2 New England Patriots | 12       | 4        | 0        | .750     | 4-2      | 9-3      | 465      | 315      |          |
| New York Jets           | 10       | 6        | 0        | .625     | 3-3      | 7-5      | 387      | 314      |          |
| Buffalo Bills           | 8        | 8        | 0        | .500     | 4-2      | 7-5      | 379      | 359      |          |
| Miami Dolphins          | 6        | 10       | 0        | .375     | 1-5      | 4-8      | 310      | 389      |          |

| AFC Norte              | AFC Norte | AFC Norte | AFC Norte | AFC Norte | AFC Norte | AFC Norte | AFC Norte | AFC Norte | AFC Norte |
| Equipo                 | G         | P         | E         | CTE       | DIV       | CONF      | PF        | PC        |           |
| ---------------------- | --------- | --------- | --------- | --------- | --------- | --------- | --------- | --------- | --------- |
| #3 Cincinnati Bengals  | 12        | 4         | 0         | .750      | 5-1       | 9-3       | 419       | 279       |           |
| #6 Pittsburgh Steelers | 10        | 6         | 0         | .625      | 3-3       | 7-5       | 423       | 319       |           |
| Baltimore Ravens       | 5         | 11        | 0         | .313      | 3-3       | 4-8       | 328       | 401       |           |
| Cleveland Browns       | 3         | 13        | 0         | .188      | 1-5       | 2-10      | 278       | 432       |           |

| AFC Sur              | AFC Sur | AFC Sur | AFC Sur | AFC Sur | AFC Sur | AFC Sur | AFC Sur | AFC Sur | AFC Sur |
| Equipo               | G       | P       | E       | CTE     | DIV     | CONF    | PF      | PC      |         |
| -------------------- | ------- | ------- | ------- | ------- | ------- | ------- | ------- | ------- | ------- |
| #4 Houston Texans    | 9       | 7       | 0       | .563    | 5-1     | 7-5     | 339     | 313     |         |
| Indianapolis Colts   | 8       | 8       | 0       | .500    | 4-2     | 6-6     | 333     | 408     |         |
| Jacksonville Jaguars | 5       | 11      | 0       | .313    | 2-4     | 5-7     | 376     | 448     |         |
| Tennessee Titans     | 3       | 13      | 0       | .188    | 1-5     | 1-11    | 299     | 423     |         |

| AFC Oeste             | AFC Oeste | AFC Oeste | AFC Oeste | AFC Oeste | AFC Oeste | AFC Oeste | AFC Oeste | AFC Oeste | AFC Oeste |
| Equipo                | G         | P         | E         | CTE       | DIV       | CONF      | PF        | PC        |           |
| --------------------- | --------- | --------- | --------- | --------- | --------- | --------- | --------- | --------- | --------- |
| #1 Denver Broncos     | 12        | 4         | 0         | .750      | 4-2       | 8-4       | 355       | 296       |           |
| #5 Kansas City Chiefs | 11        | 5         | 0         | .688      | 5-1       | 10-2      | 405       | 287       |           |
| Oakland Raiders       | 7         | 9         | 0         | .438      | 3-3       | 7-5       | 359       | 399       |           |
| San Diego Chargers    | 4         | 12        | 0         | .250      | 0-6       | 3-9       | 320       | 308       |           |

| NFC Este               | NFC Este | NFC Este | NFC Este | NFC Este | NFC Este | NFC Este | NFC Este | NFC Este | NFC Este |
| Equipo                 | G        | P        | E        | CTE      | DIV      | CONF     | PF       | PC       |          |
| ---------------------- | -------- | -------- | -------- | -------- | -------- | -------- | -------- | -------- | -------- |
| #4 Washington Redskins | 9        | 7        | 0        | .563     | 4-2      | 8-4      | 388      | 379      |          |
| Philadelphia Eagles    | 7        | 9        | 0        | .438     | 3-3      | 4-8      | 377      | 430      |          |
| New York Giants        | 6        | 10       | 0        | .375     | 2-4      | 4-8      | 420      | 442      |          |
| Dallas Cowboys         | 4        | 12       | 0        | .250     | 3-3      | 3-9      | 275      | 374      |          |

| NFC Norte            | NFC Norte | NFC Norte | NFC Norte | NFC Norte | NFC Norte | NFC Norte | NFC Norte | NFC Norte | NFC Norte |
| Equipo               | G         | P         | E         | CTE       | DIV       | CONF      | PF        | PC        |           |
| -------------------- | --------- | --------- | --------- | --------- | --------- | --------- | --------- | --------- | --------- |
| #3 Minnesota Vikings | 11        | 5         | 0         | .688      | 5-1       | 8-4       | 365       | 302       |           |
| #5 Green Bay Packers | 10        | 6         | 0         | .625      | 3-3       | 7-5       | 368       | 323       |           |
| Detroit Lions        | 7         | 9         | 0         | .438      | 3-3       | 6-6       | 358       | 400       |           |
| Chicago Bears        | 6         | 10        | 0         | .375      | 1-5       | 3-9       | 335       | 397       |           |

| NFC Sur              | NFC Sur | NFC Sur | NFC Sur | NFC Sur | NFC Sur | NFC Sur | NFC Sur | NFC Sur | NFC Sur |
| Equipo               | G       | P       | E       | CTE     | DIV     | CONF    | PF      | PC      |         |
| -------------------- | ------- | ------- | ------- | ------- | ------- | ------- | ------- | ------- | ------- |
| #1 Carolina Panthers | 15      | 1       | 0       | .938    | 5-1     | 11-1    | 500     | 308     |         |
| Atlanta Falcons      | 8       | 8       | 0       | .500    | 1-5     | 5-7     | 339     | 345     |         |
| New Orleans Saints   | 7       | 9       | 0       | .438    | 3-3     | 5-7     | 408     | 476     |         |
| Tampa Bay Buccaneers | 6       | 10      | 0       | .375    | 3-3     | 5-7     | 342     | 417     |         |

| NFC Oeste            | NFC Oeste | NFC Oeste | NFC Oeste | NFC Oeste | NFC Oeste | NFC Oeste | NFC Oeste | NFC Oeste | NFC Oeste |
| Equipo               | G         | P         | E         | CTE       | DIV       | CONF      | PF        | PC        |           |
| -------------------- | --------- | --------- | --------- | --------- | --------- | --------- | --------- | --------- | --------- |
| #2 Arizona Cardinals | 13        | 3         | 0         | .813      | 4-2       | 10-2      | 489       | 313       |           |
| #6 Seattle Seahawks  | 10        | 6         | 0         | .625      | 3-3       | 7-5       | 423       | 277       |           |
| St. Louis Rams       | 7         | 9         | 0         | .438      | 4-2       | 6-6       | 280       | 330       |           |
| San Francisco 49ers  | 5         | 11        | 0         | .313      | 1-5       | 4-8       | 238       | 387       |           |

     Campeón de división.
     Clasificado para Wild Cards.
     Eliminado de playoffs.

### Postemporada
| #  | AFC                  | AFC               | NFC                 | NFC               |
| -- | -------------------- | ----------------- | ------------------- | ----------------- |
| 1º | Denver Broncos       | Campeón del Oeste | Carolina Panthers   | Campeón del Sur   |
| 2º | New England Patriots | Campeón del Este  | Arizona Cardinals   | Campeón del Oeste |
| 3º | Cincinnati Bengals   | Campeón del Norte | Minnesota Vikings   | Campeón del Norte |
| 4º | Houston Texans       | Campeón del Sur   | Washington Redskins | Campeón del Este  |
| 5º | Kansas City Chiefs   | Wild Card         | Green Bay Packers   | Wild Card         |
| 6º | Pittsburgh Steelers  | Wild Card         | Seattle Seahawks    | Wild Card         |

|  | Ronda Wild Card | Ronda Wild Card     | Ronda Wild Card |   |                      | Ronda divisional  | Ronda divisional | Ronda divisional |              |              | Finales de conferencia | Finales de conferencia | Finales de conferencia |  |  | Super Bowl | Super Bowl | Super Bowl |
|  |                 |                     |                 |   |                      |                   |                  |                  |              |              |                        |                        |                        |  |  |            |            |            |
|  | 9 de enero      | 9 de enero          | 9 de enero      |   |                      | 16 de enero       | 16 de enero      | 16 de enero      |              |              |                        |                        |                        |  |  |            |            |            |
|  | 9 de enero      | 9 de enero          | 9 de enero      |   |                      | 16 de enero       | 16 de enero      | 16 de enero      |              |              |                        |                        |                        |  |  |            |            |            |
|  | 9 de enero      | 9 de enero          | 9 de enero      |   |                      | 16 de enero       | 16 de enero      | 16 de enero      |              |              |                        |                        |                        |  |  |            |            |            |
|  | 9 de enero      | 9 de enero          | 9 de enero      |   |                      | 16 de enero       | 16 de enero      | 16 de enero      |              |              |                        |                        |                        |  |  |            |            |            |
|  | 5               | Kansas City Chiefs  | 30              |   |                      | 16 de enero       | 16 de enero      | 16 de enero      |              |              |                        |                        |                        |  |  |            |            |            |
|  | 5               | Kansas City Chiefs  | 30              | 5 | Kansas City Chiefs   | 20                |                  |                  |              |              |                        |                        |                        |  |  |            |            |            |
|  | 4               | Houston Texans      | 0               | 5 | Kansas City Chiefs   | 20                |                  |                  | 24 de enero  | 24 de enero  | 24 de enero            |                        |                        |  |  |            |            |            |
|  | 4               | Houston Texans      | 0               | 2 | New England Patriots | 27                |                  |                  | 24 de enero  | 24 de enero  | 24 de enero            |                        |                        |  |  |            |            |            |
|  |                 |                     |                 | 2 | New England Patriots | 27                |                  |                  | 24 de enero  | 24 de enero  | 24 de enero            |                        |                        |  |  |            |            |            |
|  |                 |                     |                 |   |                      |                   |                  |                  | 24 de enero  | 24 de enero  | 24 de enero            |                        |                        |  |  |            |            |            |
|  | 9 de enero      | 9 de enero          | 9 de enero      | 2 | New England Patriots | 18                |                  |                  |              |              |                        |                        |                        |  |  |            |            |            |
|  | 9 de enero      | 9 de enero          | 9 de enero      | 2 | New England Patriots | 18                | 17 de enero      |                  |              |              |                        |                        |                        |  |  |            |            |            |
|  | 9 de enero      | 9 de enero          | 9 de enero      |   | 1                    | Denver Broncos    | 20               |                  |              |              |                        |                        |                        |  |  |            |            |            |
|  | 9 de enero      | 9 de enero          | 9 de enero      |   | 1                    | Denver Broncos    | 20               |                  |              |              |                        |                        |                        |  |  |            |            |            |
|  | 6               | Pittsburgh Steelers | 18              |   |                      |                   |                  |                  |              |              |                        |                        |                        |  |  |            |            |            |
|  | 6               | Pittsburgh Steelers | 18              | 6 | Pittsburgh Steelers  | 16                |                  |                  |              |              |                        |                        |                        |  |  |            |            |            |
|  | 3               | Cincinnati Bengals  | 16              | 6 | Pittsburgh Steelers  | 16                |                  |                  | 7 de febrero | 7 de febrero | 7 de febrero           |                        |                        |  |  |            |            |            |
|  | 3               | Cincinnati Bengals  | 16              | 1 | Denver Broncos       | 23                |                  |                  | 7 de febrero | 7 de febrero | 7 de febrero           |                        |                        |  |  |            |            |            |
|  |                 |                     |                 | 1 | Denver Broncos       | 23                |                  |                  |              | 7 de febrero | 7 de febrero           |                        |                        |  |  |            |            |            |
|  |                 |                     |                 |   |                      |                   |                  |                  |              | 7 de febrero | 7 de febrero           |                        |                        |  |  |            |            |            |
|  | 10 de enero     | 10 de enero         | 10 de enero     | 1 | Denver Broncos       | 24                |                  |                  |              |              |                        |                        |                        |  |  |            |            |            |
|  | 10 de enero     | 10 de enero         | 10 de enero     | 1 | Denver Broncos       | 24                | 16 de enero      |                  |              |              |                        |                        |                        |  |  |            |            |            |
|  | 10 de enero     | 10 de enero         | 10 de enero     |   | 1                    | Carolina Panthers | 10               |                  |              |              |                        |                        |                        |  |  |            |            |            |
|  | 10 de enero     | 10 de enero         | 10 de enero     |   | 1                    | Carolina Panthers | 10               |                  |              |              |                        |                        |                        |  |  |            |            |            |
|  | 5               | Green Bay Packers   | 35              |   |                      |                   |                  |                  |              |              |                        |                        |                        |  |  |            |            |            |
|  | 5               | Green Bay Packers   | 35              | 5 | Green Bay Packers    | 20                |                  |                  |              |              |                        |                        |                        |  |  |            |            |            |
|  | 4               | Washington Redskins | 18              | 5 | Green Bay Packers    | 20                |                  |                  | 24 de enero  | 24 de enero  | 24 de enero            |                        |                        |  |  |            |            |            |
|  | 4               | Washington Redskins | 18              | 2 | Arizona Cardinals    | 26                |                  |                  | 24 de enero  | 24 de enero  | 24 de enero            |                        |                        |  |  |            |            |            |
|  |                 |                     |                 | 2 | Arizona Cardinals    | 26                |                  |                  | 24 de enero  | 24 de enero  | 24 de enero            |                        |                        |  |  |            |            |            |
|  |                 |                     |                 |   |                      |                   |                  |                  | 24 de enero  | 24 de enero  | 24 de enero            |                        |                        |  |  |            |            |            |
|  | 10 de enero     | 10 de enero         | 10 de enero     | 2 | Arizona Cardinals    | 15                |                  |                  |              |              |                        |                        |                        |  |  |            |            |            |
|  | 10 de enero     | 10 de enero         | 10 de enero     | 2 | Arizona Cardinals    | 15                | 17 de enero      |                  |              |              |                        |                        |                        |  |  |            |            |            |
|  | 10 de enero     | 10 de enero         | 10 de enero     |   | 1                    | Carolina Panthers | 49               |                  |              |              |                        |                        |                        |  |  |            |            |            |
|  | 10 de enero     | 10 de enero         | 10 de enero     |   | 1                    | Carolina Panthers | 49               |                  |              |              |                        |                        |                        |  |  |            |            |            |
|  | 6               | Seattle Seahawks    | 10              |   |                      |                   |                  |                  |              |              |                        |                        |                        |  |  |            |            |            |
|  | 6               | Seattle Seahawks    | 10              | 6 | Seattle Seahawks     | 24                |                  |                  |              |              |                        |                        |                        |  |  |            |            |            |
|  | 3               | Minnesota Vikings   | 9               | 6 | Seattle Seahawks     | 24                |                  |                  |              |              |                        |                        |                        |  |  |            |            |            |
|  | 3               | Minnesota Vikings   | 9               | 1 | Carolina Panthers    | 31                |                  |                  |              |              |                        |                        |                        |  |  |            |            |            |
|  |                 |                     |                 | 1 | Carolina Panthers    | 31                |                  |                  |              |              |                        |                        |                        |  |  |            |            |            |

- Local en cada partido: El local en cada partido es el equipo mejor clasificado, el equipo de abajo en el cuadro, excepto en el Super Bowl que es un estadio neutral.

## Premios

### Individuales
| Premio                       | Ganador        | Posición              | Equipo               |
| ---------------------------- | -------------- | --------------------- | -------------------- |
| Jugador Más Valioso          | Cam Newton     | Quarterback           | Carolina Panthers    |
| Jugador Ofensivo del Año     | Cam Newton     | Quarterback           | Carolina Panthers    |
| Jugador Defensivo del Año    | J. J. Watt     | Defensive end         | Houston Texans       |
| Entrenador del Año           | Ron Rivera     | Entrenador            | Carolina Panthers    |
| Entrenador Asistente del Año | Wade Phillips  | Coordinador defensivo | Denver Broncos       |
| Rookie del Año               | Jameis Winston | Quarterback           | Tampa Bay Buccaneers |
| Rookie Ofensivo del Año      | Todd Gurley    | Running back          | St. Louis Rams       |
| Rookie Defensivo del Año     | Marcus Peters  | Cornerback            | Kansas City Chiefs   |
| Jugador Regreso del Año      | Eric Berry     | Safety                | Kansas City Chiefs   |
| Hombre del Año               | Anquan Boldin  | Wide receiver         | San Francisco 49ers  |
| Ejecutivo del Año            | Mike Maccagnan | Gerente general       | New York Jets        |

### Equipo All-Pro
| Ofensivo      | Ofensivo                                            |
| ------------- | --------------------------------------------------- |
| Quarterback   | Cam Newton, Carolina                                |
| Running back  | Adrian Peterson, Minnesota Doug Martin, Tampa Bay   |
| Fullback      | Mike Tolbert, Carolina                              |
| Wide receiver | Antonio Brown, Pittsburgh Julio Jones, Atlanta      |
| Tight end     | Rob Gronkowski, New England                         |
| Tackle        | Joe Thomas, Cleveland Andrew Whitworth, Cincinnati  |
| Guard         | Marshal Yanda, Baltimore David DeCastro, Pittsburgh |
| Center        | Ryan Kalil, Carolina                                |

| Defensivo     | Defensivo |
| ------------- | --- |
| Defensive end | J. J. Watt, Houston Khalil Mack, Oakland                                                                            |
| Tackle        | Aaron Donald, St. Louis Geno Atkins, Cincinnati                                                                     |
| Linebacker    | Von Miller, Denver Khalil Mack, Oakland Thomas Davis, Carolina Luke Kuechly, Carolina NaVorro Bowman, San Francisco |
| Cornerback    | Josh Norman, Carolina Patrick Peterson, Arizona                                                                     |
| Safety        | Tyrann Mathieu, Arizona Eric Berry, Kansas City                                                                     |

| Kicker        | Stephen Gostkowski, New England |
| Punter        | Johnny Hekker, St. Louis        |
| Kick returner | Tyler Lockett, Seattle          |

### Jugador de la Semana/Mes
Los siguientes fueron elegidos jugadores de la semana y del mes durante la temporada 2015:
| Semana/Mes | Jugador ofensivo                    | Jugador ofensivo              | Jugador defensivo         | Jugador defensivo                | Equipo especial                     | Equipo especial                |
| Semana/Mes | AFC                                 | NFC                           | AFC                       | NFC                              | AFC                                 | NFC                            |
| ---------- | ----------------------------------- | ----------------------------- | ------------------------- | -------------------------------- | ----------------------------------- | ------------------------------ |
| 1          | Marcus Mariota (1/2) (Titans)       | Julio Jones (1/3) (Falcons)   | Aqib Talib (Broncos)      | Aaron Donald (1/2) (Rams)        | Jarvis Landry (Dolphins)            | Tavon Austin (Rams)            |
| 2          | Ben Roethlisberger (1/2) (Steelers) | Larry Fitzgerald (Cardinals)  | Darrelle Revis (Jets)     | Sean Lee (Cowboys)               | Travis Benjamin (Browns)            | David Johnson (Cardinals)      |
| 3          | A.J. Green (Bengals)                | Aaron Rodgers (Packers)       | Preston Brown (Bills)     | Tyrann Mathieu (1/2) (Cardinals) | Pat McAfee (Colts)                  | Darren Sproles (Eagles)        |
| Sept.      | Tom Brady (1/2) (Patriots)          | Julio Jones (2/3) (Falcons)   | DeMarcus Ware (Broncos)   | Josh Norman (1/2) (Panthers)     | Stephen Gostkowski (1/3) (Patriots) | Tyler Lockett (1/2) (Seahawks) |
| 4          | Philip Rivers (Chargers)            | Drew Brees (1/2) (Saints)     | T.J. Ward (Broncos)       | Josh Norman (2/2) (Panthers)     | Justin Tucker (1/2) (Ravens)        | Robbie Gould (Bears)           |
| 5          | Josh McCown (Browns)                | Eli Manning (1/2) (Giants)    | Mike Adams (Colts)        | Fletcher Cox (Eagles)            | Mike Nugent (Bengals)               | Bobby Rainey (Buccaneers)      |
| 6          | DeAndre Hopkins (Texans)            | Calvin Johnson (Lions)        | Cameron Wake (Dolphins)   | Kawann Short (1/3) (Panthers)    | Chris Boswell (1/2) (Steelers)      | Michael Mauti (Saints)         |
| 7          | Ryan Tannehill (Dolphins)           | Kirk Cousins (1/3) (Redskins) | Telvin Smith (Jaguars)    | Michael Bennett (Seahawks)       | Stephen Gostkowski (2/3) (Patriots) | Dwayne Harris (Giants)         |
| Oct.       | Andy Dalton (Bengals)               | Devonta Freeman (Falcons)     | Charles Woodson (Raiders) | Kawann Short (2/3) (Panthers)    | Brandon McManus (Broncos)           | Johnny Hekker (Rams)           |
| 8          | Tom Brady (2/2) (Patriots)          | Drew Brees (2/2) (Saints)     | Derek Wolfe (Broncos)     | Kwon Alexander (Buccaneers)      | Justin Tucker (2/2) (Ravens)        | Marcus Sherels (Vikings)       |
| 9          | Marcus Mariota (2/2) (Titans)       | Cam Newton (1/5) (Panthers)   | Darius Butler (Colts)     | Linval Joseph (Vikings)          | Ryan Quigley (Jets)                 | Josh Brown (Giants)            |
| 10         | Ben Roethlisberger (2/2) (Steelers) | Kirk Cousins (2/3) (Redskins) | Bacarri Rambo (Bills)     | Terence Newman (Vikings)         | Stephen Gostkowski (3/3) (Patriots) | Ameer Abdullah (Lions)         |
| 11         | Brock Osweiler (Broncos)            | Cam Newton (2/5) (Panthers)   | J.J. Watt (1/3) (Texans)  | Lavonte David (Buccaneers)       | Dustin Colquitt (Chiefs)            | Mason Crosby (Packers)         |
| 12         | C.J. Anderson (Broncos)             | Russell Wilson (Seahawks)     | Leon Hall (Bengals)       | Luke Kuechly (Panthers)          | Will Hill (Ravens)                  | Sam Martin (Lions)             |
| Nov.       | Antonio Brown (1/3) (Steelers)      | Adrian Peterson (Vikings)     | J.J. Watt (2/3) (Texans)  | Tyrann Mathieu (2/2) (Cardinals) | Adam Vinatieri (Colts)              | Graham Gano (Panthers)         |
| 13         | Brandon Marshall (Jets)             | Cam Newton (3/5) (Panthers)   | Tyvon Branch (Chiefs)     | Malcolm Jenkins (Eagles)         | Antonio Brown (Steelers)            | Dan Bailey (Cowboys)           |
| 14         | Ryan Fitzpatrick (1/2) (Jets)       | Eli Manning (2/2) (Giants)    | Khalil Mack (Raiders)     | Aaron Donald (2/2) (Rams)        | Rashad Greene (Jaguars)             | Chandler Catanzaro (Cardinals) |
| 15         | Antonio Brown (2/3) (Steelers)      | Cam Newton (4/5) (Panthers)   | Marcus Peters (Chiefs)    | Deone Bucannon (Cardinals)       | Carlos Dunlap (Bengals)             | Benny Cunningham (Rams)        |
| 16         | Ryan Fitzpatrick (2/2) (Jets)       | Julio Jones (3/3) (Falcons)   | Robert Mathis (Colts)     | Dwight Freeney (Cardinals)       | Marquette King (Raiders)            | Blair Walsh (Vikings)          |
| Dic.       | Antonio Brown (3/3) (Steelers)      | Kirk Cousins (3/3) (Redskins) | Whitney Mercilus (Texans) | Kawann Short (3/3) (Panthers)    | Chris Boswell (2/2) (Steelers)      | Tyler Lockett (2/3) (Seahawks) |
| 17         | Ronnie Hillman (Broncos)            | Cam Newton (5/5) (Panthers)   | J.J. Watt (3/3) (Texans)  | Everson Griffen (Vikings)        | D.J. Alexander (Chiefs)             | Tyler Lockett (3/3) (Seahawks) |

### Rookie del Mes
| Mes   | Rookie                      | Rookie                      |
| Mes   | Ofensivo                    | Defensivo                   |
| ----- | --------------------------- | --------------------------- |
| Sept. | Marcus Mariota (Titans)     | Ronald Darby (Bills)        |
| Oct.  | Todd Gurley (Rams)          | Eric Kendricks (Vikings)    |
| Nov.  | Jameis Winston (Buccaneers) | Damarious Randall (Packers) |
| Dic.  | David Johnson (Cardinals)   | Marcus Peters (Chiefs)      |

## Televisión
- Super Bowl 50 (Denver - Carolina):
  - 111.86 millones de televidentes (CBS, en inglés)
  - 472 mil televidentes (ESPN Deportes, en español)
- Campeonato de la AFC (New England - Denver): 53.30 millones (CBS)
- Campeonato de la NFC (Arizona - Carolina): 45.74 millones (Fox)
- Divisionales de la AFC (Pittsburgh - Denver): 42.95 millones (CBS)
- Divisionales de la NFC (Seattle - Carolina): 36.70 millones (Fox)
- Divisionales de la NFC (Green Bay - Arizona): 33.73 millones (NBC)
- Divisionales de la AFC (Kansas City - New England): 31.50 millones (CBS)
- Wild Card de la NFC (Green Bay - Washington): 38.85 millones (Fox)
- Wild Card de la NFC (Seattle - Minnesota): 35.30 millones (NBC)
- Wild Card de la AFC (Pittsburgh - Cincinnati): 31.23 millones (CBS)
- Wild Card de la AFC (Kansas City - Houston): 25.42 millones (ABC / ESPN)

Referencia: